# Blindenbaseball
Blindenbaseball ist eine Mannschaftssportart aus dem Bereich des Blindensports. Sie ermöglicht es, blinden und sehbehinderten Menschen durch Anpassung der Regeln und durch spezielle Ausstattung Baseball zu spielen.
Weltweit gibt es zwei verbreitete Varianten des Blindenbaseballs. Das System des italienischen Blindenbaseballverbands AIBXC und das in den USA entwickelte Beep Baseball. Beide Systeme übernehmen die Grundzüge des Baseballs, also Schlagen, Fangen und Laufen, unterscheiden sich hinsichtlich der verwendeten Hilfsmittel und des Spielablaufs jedoch grundlegend.

## Varianten
In den beiden verbreiteten Varianten des Blindenbaseballs wird den Blinden und Sehbehinderten Spielern das Spielen ermöglicht, in dem der Baseball und die Bases Geräusche machen, damit sie von den Spielern geortet werden können. Außerdem helfen sehende Trainer und Umpire den Spielern, sich auf dem Platz zurechtzufinden.

### System AIBXC
Das italienische Baseballsystem für Blinde wurde 1994 von einer Gruppe ehemaliger Baseballspieler um Alfredo Meli in Bologna erfunden. Dieses System lehnt sich stark an die normalen Baseball-Regeln an, hat aber mehrere Anpassungen, um das Spiel blindengerecht zu machen.
Beim System AIBXC besteht eine Mannschaft aus fünf blinden und zwei sehenden Spielern. Gespielt wird auf einem normalen Baseballfeld, das aber um zusätzliche Bases erweitert ist, damit sich Läufer und verteidigende Spieler nicht gegenseitig anrempeln können. Der Baseball wird durch einen hohlen Kunststoffball (Kenkoball) ersetzt, in den Löcher gebohrt sind. Er ist mit mehreren Schellen gefüllt, so dass er beim Aufprallen und Rollen ein Geräusch macht. Die erste Base hat einen Lautsprecher eingebaut und wird elektronisch von einem Umpire gesteuert. An der zweiten und dritten Base steht jeweils ein sehender Spieler, die mit Hilfe von zwei filzbezogenen Kunststoffklatschern anzeigen, wo sich die Base befindet. Geschlagen wird mit einem normalen Base- oder Softballschläger.
Im Unterschied zum normalen Baseball wird der Ball nicht geworfen, sondern der Schlagmann schlägt den Ball aus der Hand. Außerdem versucht er beim Laufen immer direkt die zweite Base zu erreichen. Der geschlagene Ball muss das Fair-Territory erreichen, einem Sektor zwischen zweiter und dritter Base. In diesem Feld steht die verteidigende Mannschaft und versucht den Ball zu fangen und zu einem sehenden Mitspieler an der zweiten Base zu werfen. Schafft sie dies, so ist der Läufer „Aus“. Gespielt wird in Innings und nach drei Aus wechseln angreifende und verteidigende Mannschaft. Die weiteren Regelanpassungen dienen im Wesentlichen dazu die Verletzungsgefahr der blinden Spieler durch gegenseitige Behinderung zu vermindern.

### Beep Baseball
Beep Baseball wurde in den 1960er Jahren in den USA entwickelt. 1964 entwickelte Charles Fairbanks den ersten Beep Baseball. Die Regeln dieses Systems sind nicht so stark an die des normalen Baseballs angelehnt.
Beim Beep Baseball besteht eine Mannschaft aus sechs Spielern und zwei sehenden Trainern. Gespielt wird auf einem normalen Baseballfeld. Der Ball ist ein Softball, in den ein Lautsprecher und eine Elektronik eingebaut sind. Hierdurch gibt der Ball ununterbrochen ein Geräusch von sich und kann dadurch geortet werden. Die erste und dritte Base bestehen aus Schaumstoff, sind ca. 116 cm hoch und enthalten ebenfalls einen Lautsprecher. Die zweite Base wird nicht genutzt. Geschlagen wird mit einem normalen Base- oder Softballschläger.
Im Gegensatz zum normalen Baseball ist beim Beep Baseball der sehende Pitcher Teil der angreifenden Mannschaft. Er versucht den Ball gezielt und mit exaktem Timing seinem Schlagmann zuzuwerfen, so dass dieser den Ball trifft und ins Feld schlägt. Der Läufer versucht dann die Base zu erreichen und zu berühren. Dies tut er in der Regel, in dem er mit ausgebreiteten Armen auf die Base zu läuft. Es wird zufällig die erste oder dritte Base eingeschaltet, der Läufer weiß also zunächst nicht, in welche er laufen muss. Die verteidigende Mannschaft versucht den Ball zu stoppen und erzielt das Aus, wenn sie ihn sicher in der Hand hat. Geworfen wird nicht. Gespielt wird in Innings und nach drei Aus wechseln angreifende und verteidigende Mannschaft.

## Blindenbaseball in Deutschland
In Deutschland gibt es erst eine Blindenbaseballmannschaft, die Bavarian Bats aus Freising. Sie existiert seit 2010 und ist dem BC Attaching angeschlossen, zu dem auch die Freising Grizzlies gehören. Die Bats sind erste Ausrichter und regelmäßiger Teilnehmer des Mole Cup.
Ins Leben gerufen wurde Blindenbaseball in Deutschland durch Franz Fischer, einem Spieler der Freising Grizzlies und Trainer der Bavarian Bats, der nach einer Reportage über Blindenfußball nach einer Möglichkeit suchte auch Baseball für Blinde spielbar zu machen. Bei der Recherche stieß er dabei auf Beep Baseball und rief 2010 über den Bayerischen Blinden- und Sehbehindertenbund Blinde und Sehbehinderte zu einem Probetraining in Attaching auf. Gefolgt sind dem Aufruf Spieler aus ganz Bayern, die sich seit dem ca. einmal im Monat zu Training treffen. Seit 2011 spielen die Bats nach dem italienischen System AIBXC.

## Blindenbaseball international

### Italien
In Italien gibt es zurzeit neun Mannschaften, die im italienischen Baseballverband für Blinde AIBXC (Associazione Italiana Baseball giocato da Ciechi) organisiert sind. Gespielt wird nach dem von ihnen entwickelten System in einer Liga um die italienische Meisterschaft (Campionato Italiano) und den Coppa Italia. Außerdem entsendet Italien jährlich zwei Auswahlmannschaften an den Mole Cup.

### USA
In den USA gibt es eine große Zahl an Mannschaften, die hauptsächlich Beep Baseball spielen. Sie sind in der National Beep Baseball Association (NBBA) organisiert und spielen in verschiedenen regionalen Ligen. Die Sieger der Ligen spielen dann auf Bundesstaatenebene um die Meisterschaft und einmal jährlich wird unter den besten Mannschaften die World Series ausgetragen.

### Frankreich
In Frankreich gibt es bisher ebenfalls nur eine Mannschaft, die Nogent Bandits aus der Nähe von Paris. Diese spielt nach dem System AIBXC und ist regelmäßiger Teilnehmer des Mole Cup.

### Mole Cup
Seit 2011 wird in Europa jährlich der Mole Cup (Maulwurfs-Cup) ausgetragen. Bei diesem an wechselnden Orten ausgetragenen Turnier spielen Mannschaften aus Italien, Frankreich und Deutschland um den Titel. 
Die bisherigen Austragungsorte waren Attaching (2011), Bologna (2012), Paris (2013) und Rom (2014).